# Usehat
Usehat (ook wel gespeld als Ushait of Usahait) is een nagar panchayat (plaats) in het district Budaun van de Indiase staat Uttar Pradesh.

## Demografie
Volgens de Indiase volkstelling van 2001 wonen er 12.183 mensen in Usehat, waarvan 53% mannelijk en 47% vrouwelijk is. De plaats heeft een alfabetiseringsgraad van 32%.